# Stepan Menjok

Wappen

Stepan Menjok CSsR (ukrainisch Степан Меньок; * 19. August 1949 in Nakonetschne) ist ein ukrainischer Ordensgeistlicher und emeritierter Erzbischöflicher Exarch von Donezk.

## Leben
Stepan Menjok trat der Ordensgemeinschaft der Redemptoristen bei und empfing am 8. Juli 1981 die Priesterweihe.
Papst Johannes Paul II. ernannte ihn am 11. Januar 2002 zum Erzbischöflichen Exarchen von Donezk-Charkiw und Titularbischof von Acarassus. Der Erzbischof von Kiew und Großerzbischof von Lemberg, Lubomyr Kardinal Husar MSU, spendete ihm am 15. Februar desselben Jahres die Bischofsweihe; Mitkonsekratoren waren Michael Hrynchyshyn CSsR, Apostolischer Exarch von Frankreich, und Mychajlo Koltun CSsR, Bischof von Sokal. Als Wahlspruch wählte er Да вси едино будутъ (deutsch: Dass alle eins seien).
Mit der Ausgliederung des Erzbischöflichen Exarchats Charkiw am 2. April 2014 wurde Stepan Menjok Exarch des verbleibenden Exarchats Donezk.
Die Synode der ukrainisch-griechisch-katholischen Kirche nahm am 17. Oktober 2024 seinen altersbedingten Rücktritt an.